# Moumen Diouri
Pour les articles homonymes, voir Diouri.
Moumen Diouri (en arabe : مومن الديوري), né le 20 février 1938 à Kénitra et mort le 16 mai 2012  à Rabat, est un des opposants exilés du Maroc à avoir prôné une république en son pays, et un écrivain d'expression française.

## Biographie

### Enfance et formation
Moumen Diouri, né à Kénitra le 20 février 1938, pendant le protectorat français au Maroc, tient son prénom de la prison d'Aïn Ali Moumen, près de Settat, où son père nationaliste, Mohamed, avait connu sa première incarcération, quelque temps avant sa venue au monde.

### Vie de famille
Il épouse la réalisatrice Farida Benlyazid avec qui il a eu deux filles. Lors de sa période d'exil en France, Moumen Diouri épouse une Vietnamienne, Thuy, avec laquelle il a eu quatre enfants, Amine, Rima, Imane Et Kenza Diouri Diouri.

### Activités politiques
En 1955, revenant au Maroc après la victoire d'Ahmed Ben Bella, Moumen Diouri découvre que sa famille cachait chez elle le cheikh el-Arab, de son vrai nom Ahmed Agouliz.
Le 13 juin 1963, sous le règne de Hassan II, il est arrêté par Ahmed Dlimi, le chef adjoint à la sûreté. Transporté à la base américaine de Kénitra afin d'y être interrogé sur le vol d'armes commis sur la base, il séjourne ensuite à Dar el-Mokri — ancienne demeure du vizir el-Mokri décédé sous Mohammed V — où il subit différentes tortures. Condamné à mort, il est finalement gracié avec d'autres prisonniers après les émeutes de Casablanca, le pouvoir royal espérant par ce geste apaiser la population.
À partir de 1971, il vit en exil en France, où il devient un réfugié politique trois ans plus tard.
Le 20 juin 1991, il est expulsé vers le Gabon par François Mitterrand, selon lequel il aurait « multiplié les infractions » à plusieurs reprises. Pour le chef de l’État de l'époque, « il est arrivé un moment où la limite est atteinte et l'expulsion décidée ». Il avait rappelé que les réfugiés politiques avaient des devoirs de réserve. Cette expulsion donna lieu à plusieurs manifestations, notamment à l'initiative de la gauche et du Parti socialiste en particulier.
Sous Mohammed VI, en septembre 2006, il rentre au Royaume. Son retour, prévu en 2004 alors qu'il avait obtenu un passeport marocain, ne se fait finalement qu'en 2006 en raison de « tracasseries » administratives françaises, liées à son statut de réfugié politique.

### Décès
Décédé des suites d'un cancer à Rabat[réf. souhaitée] le 16 mai 2012, à l'âge de 74 ans (soit six ans après son retour d'exil), Moumen Diouri est enterré le lendemain au cimetière du quartier Al Moustaâjal de sa ville natale en présence de proches, d'anciens résistants, de membres de l’armée de la Libération, de militants politiques, etc.

## Ouvrages
- Réalités marocaines : La Dynastie alaouite, de l'usurpation à l'impasse, Paris, Albatros (réimpr. 1987) (1re éd. 1972), 225 p.[7],[8]
- Réquisitoire contre un despote : Pour une république au Maroc, Albatros (réimpr. 1991) (1re éd. 1972), 225 p.
- Chronique d'une expulsion annoncée, Paris, L'Harmattan, 1991, 125 p.
- À qui appartient le Maroc ?, L'Harmattan, 1992, 270 p.[8]

Dans la 3e édition de juin 1992, la préface d'Ahmed Rami, au départ introduite, n'est plus présente, et Moumen Diouri explique dans sa propre préface, intitulée « Les trafiquants de mensonge » (p. 5), qu'il a seulement découvert le 18 mars de la même année « avec consternation quel homme [était] devenu Rami en exil » en Suède, celui-ci ayant invité le négationniste Robert Faurisson sur Radio Islam ; aussi que cette « affaire Rami » a entaché la 2e édition, elle-même réalisée deux mois après la 1re, dont le texte avait été « estropié »…
- Mémoire d'un peuple : Chronique de la Résistance au Maroc, 1631-1993, L'Harmattan, 1993, 408 p.